# Jacques Deny
Jacques Deny (francês: [dəni]; Argel, Argélia francesa, 22 de outubro de 1916 — Gérardmer, 1 de janeiro de 2016) foi um matemático francês.
Contribuiu no campo da análise, em particular teoria do potencial.